# 陈宇晖
陳宇暉（英語：Danny Chen，1992年5月26日—2011年10月3日）是一名驻扎在阿富汗的華裔美軍二等兵，2011年因不堪军中同袍凌虐而于阿富汗自杀身亡。

## 简介
1992年5月26日，陈宇晖生于美國紐約州紐約市唐人街，母亲陈素珍。陈宇晖从小在纽约唐人街长大，聪明伶俐、听话孝顺，被街坊邻居视作模范儿童。父母每天都要经营中餐馆，所以陈宇晖一直伴随着母亲长大。
高中时，陈宇晖把自己当兵的梦想告诉了好友Raymond Dong，Raymond Dong把这个事情告诉了陈宇晖的母亲，因为他觉得陈宇晖可以上巴鲁克学院，比当兵更加有前途。陈宇晖的母亲反对他去当兵，而陈宇晖倔强和执意报名了。
陈宇晖的家庭深厚中华传统文化的影响，培育了他内敛害羞腼腆的性情，从小时候开始他就被人欺负，他唯一的自救方式是向家里打电话求救，等到父亲到来时，他蜷缩在地上瑟瑟发抖。
2011年1月，陈宇晖在美国乔治亚州本宁堡军事基地受训，他在寄给父母的信中说：“亲爱的爸爸妈妈，我在这里有些痛苦。不过到目前为止，一切都还好。”其后的信中陆续写到：“这里的每个人都喜欢乡村音乐……很多人来自南方，他们甚至会唱几乎每一首歌曲。对我来说，这简直如噩梦一般。”陈宇晖从小在美国读书，不會寫汉语，而他的父母不懂英语，只得找亲戚帮忙翻译，在翻译中，亲戚将那些申诉痛苦的脏话过滤掉了，所以他在军中受虐都瞒住了家人。
2011年5月中旬，陈宇晖在军事基地的训练结束后，以新兵的身份成功加入了位于阿拉斯加温赖特堡的美國陸軍第25步兵師第1史崔克戰鬥旅（1st Stryker Brigade Combat Team）第21步兵團第3營的C連。陈宇晖的上级将他单独列出，进行各种惩罚锻炼：俯卧撑，踢腿，背着沙袋短跑……由于陈宇晖的逆来顺受，滋长了上级的种族歧视，惩罚锻炼也因此上升到残暴虐待。虐待陈宇晖的8个美国上级，其中有一个中尉、两个上士、三个士官、两个專業下士，他们对陈宇晖的虐待从他们抵达阿富汗当天就已经开始。他们对陈宇晖的虐待措施多种多样：陈宇晖穿戴全部装备在碎石上爬行，其他士兵投石头砸他的背部，叫“模拟火炮攻击”；陈宇晖嘴里含着水做俯卧撑，不准吞掉水和吐出水；陈宇晖的军营从不称呼他的姓名，而是直接叫他“gook” 和“chink ”；陈宇晖被迫模拟坐姿，而其他士兵则用脚猛烈踢打他的膝盖……
2011年9月27日，陈宇晖被士兵从床上拖下，在碎石上拖行15米，造成他背部被割伤，但是士兵并不向上级部门报告。
2011年10月3日，陈宇晖7点得站岗值勤，他发现忘记带头盔和水，他的上级命令他在碎石上爬行100米，其他士兵投掷石头击打他。第一轮虐待惩罚过后，他回到了警戒塔。第二轮虐待惩罚接踵而至，他的上级军官抓着他的防弹衣，从台阶上把他一直拖了下去。11点13分，一声枪响，陈宇晖死亡。

## 亲友
- 母亲：陈素珍[1]

- 男性亚裔好友：Raymond Dong，当前就读于圣约翰大学。[1]

- 女性亚裔好友：Jing Mei Huang（中文名：黄静梅），当前就读于圣弗朗西斯大学。[1]

## 影响
2011年12月15日，美华协会纽约分会召集30个团体从纽约曼哈顿下城的陆军招募中心出发，一直游行至华埠哥伦布公园集会，其中包括纽约市主计长刘醇逸、州参议员史葛静、纽约州众议员孟昭文、纽约市议员陈倩雯。
美华协会纽约分会会长欧阳萧安发表声明：8名美国上级军人理应承担虐待陈宇晖致死的责任。
陈宇晖死亡案被美国《纽约时报》、《华盛顿邮报》及有线电视新闻网（CNN）、哥伦比亚电视台（CBS）播出，震动美国各界，亚裔士兵在美国服役遭歧视的问题也浮出水面。49%的美国亚裔军人和军校学员在美国媒体表示，他们曾经受到了不同程度的种族欺凌、种族歧视或人身侵犯。
国会议员韦莱圭兹、纽约州众议长萧华（Sheldon Silver）、市议员陈倩雯等美国亚裔政治人物都公开向美国军方施压，呼吁进行彻底调查真相，还陈家人公道。
美籍华人组织“百人会”发表声明，支持陈宇晖家人和华裔社区要求彻底调查真相的行动，敦促美国军方在陳宇暉和稍早的廖梓源（Harry Lew，美國海軍陸戰隊華裔准下士）两起自殺案後再次全面调查是否有针对亚裔男女军人的系统性种族歧视和暴力行为。
纽约主计长刘醇逸在新闻发布会结束后发出声明说：陈宇晖案件是一个悲剧。军队最高办公室应该表明他们在种族歧视上的零容忍。
紐約市议员陈倩雯：「亚裔父母送孩子去军队保卫国家时，也希望他们受到平等的对待，这些孩子都是亚裔美国人。」
纽约中华公所主席伍权硕：「希望这样的悲剧不要再发生。」
“百人会”中的华裔刑事专家李昌钰接受纽约华裔社团邀请组成了一个专家组，独立鉴定陈宇晖的死因和真相。

## 评价
《纽约每日新闻报》专栏作家丹尼斯：“陈宇晖是一个忠诚的士兵，他坚信在战场上的格言：一人为大家，大家为一人，他相信自己的部队和长官，坚信军队应该枪口对外。可是他死了，只是为了逃避一群满脑子黑帮思想，极为愚蠢和残暴的人凌辱。他是死于战友的背叛，而且害了他的人在事后还百般抵赖。”
美國空軍大學斯蒂夫·泰勒：“无论黑、白、红、黄，所有的肤色都集中在同一个颜色中，那就是绿色的军装。我们的军队应该一致对敌，没有任何理由进行内讧。”

## 脚注
1. ↑  gook，美国英语对亚洲人的蔑称。
2. ↑  chink，歧视性英语名词：支那人。